# Перси Џулијан
Перси Лавон Џулијан (Монтгомери, 11. април 1899 — Вокиган, 19. април 1975) био је истраживачки хемичар и пионир у хемијској синтези лекова из лековитих биљака. Он је био први Афроамериканац који је имао докторат из хемије. Перси се бавио синтезом лекова као што су кортизон, стероиди, контреацепцијске таблете. 

## Младост
Перси Лавон Џулијан рођен је у Алабами, као прво од шесторо деце. Оба његова родитеља су била дипломирани студенти на државном универзитету. Његов отац Џејмс, чији је отац био роб, био је запослен као чиновник у Железничкој служби поште у Америци, док је његова мајка Елизабета радила као учитељ. Перси је одрастао у доба расистчке културе. Студирао је на Депаовом универзитету у Индијани. Универзитет је прихватио мали број афроамеричких студената.
Након што је дипломирао, желео је да стекне докторат из хемије, али то је било тешко, јер је био Афроамериканац. Запослио је као инструктор хемије на универзитету Фиск. 1923 добио је Остин стипендију из хемије, која му је омогућила да похађа Харвард.
1929. добио је стипендију Рокфелефорве фондације за наставак дипломског рада на Бечком универзирету, где је стекао и докторат. Био је један од првих афроамериканац који је добио докторат у хемији.
Џулијан је био у сукобу са својим сарадником Робертом Томпсоном. Роберт је тужио Џулијана због варања своје супруге Ане Росел Томпсон. Џулијан је против тужбе поднео за клевету. Након чега је Роберт био отпужтен. Након тога, Роберт је папиру дао сва Џулијанова лична писма из Беча. Писма су доказала све Џулијанове превар и Џулијан је изгубио свој полажај и све за шта је радио.
Међутим, оженио се са Аном Росел и имали су двоје деце: Перси Лавон Џулијан и Фејт Росел Џулијан. 

## Стероиди
Истаживачи у многим земљама тражили су иновативне и економичне начине за синтезу стероида, укључујући кортизон и полне болести. Немачки научници открили су да стероидни стигмастерол може да се користи и синтези одређених полних хормона, укључујући прогестерон, женски полни хормон који је био важан да спречава побачаје трудница. Џулијан је 1936. године писао компанији Глиден у Чикагу, тражећи узорке њиховог сојиног уља. Касније је започео проналажење начина за прављење нових производ од соје.
Три кодине након доласка у Глиден, Џулијан је од биљних радника сазанао да је вода процурила у резервоар пречишћеног сојиног уља и формирала је чврсту белу масу. Одмах су идентификовали да је та супстанца у ствари стугмастерол, схватио је да је наишао на методу за произвњу великих количина стероида из соје. Иако су научници знали како да синтетишу прогестерон из стигмастерола, нису имали метод да то раде у масовним размерама. Успео је да развије иновативни индустријски процес претварања прогестерон у маси, стварајући пет до шест килограма прогестерона дневно.

## Публикације
- Studies in the Indole Series. I. The Synthesis of Alpha-Benzylindoles; Percy L. Julian, Josef Pikl; J. Am. Chem. Soc. 1933, 55(5), pp. 2105–2110.
- Studies in the Indole Series. V. The Complete Synthesis of Physostigmine (Eserine); Percy L. Julian, Josef Pikl; J. Am. Chem. Soc. 1935, 57(4), pp. 755–757.